# Cellaria triangulata
Cellaria triangulata is een mosdiertjessoort uit de familie van de Cellariidae. De wetenschappelijke naam van de soort is voor het eerst geldig gepubliceerd in 1925 door Canu & Bassler.